# Serranillos del Valle
Serranillos del Valle ist eine zentralspanische Gemeinde (municipio) mit 4.634 Einwohnern (Stand: 2024) im Süden der Autonomen Gemeinschaft Madrid.

## Lage
Serranillos del Valle liegt etwa 28 Kilometer südwestlich vom Stadtzentrum Madrids. Durch die Gemeinde führt die Autopista AP-41.

## Bevölkerungsentwicklung
| 1842 | 1900 | 1950 | 1981 | 1991 | 2001 | 2011 | 2021 |
| ---- | ---- | ---- | ---- | ---- | ---- | ---- | ---- |
| 340  | 395  | 366  | 384  | 478  | 1759 | 3556 | 4429 |

## Sehenswürdigkeiten
- Nikolauskirche (Iglesia de Nicolás de Bari)

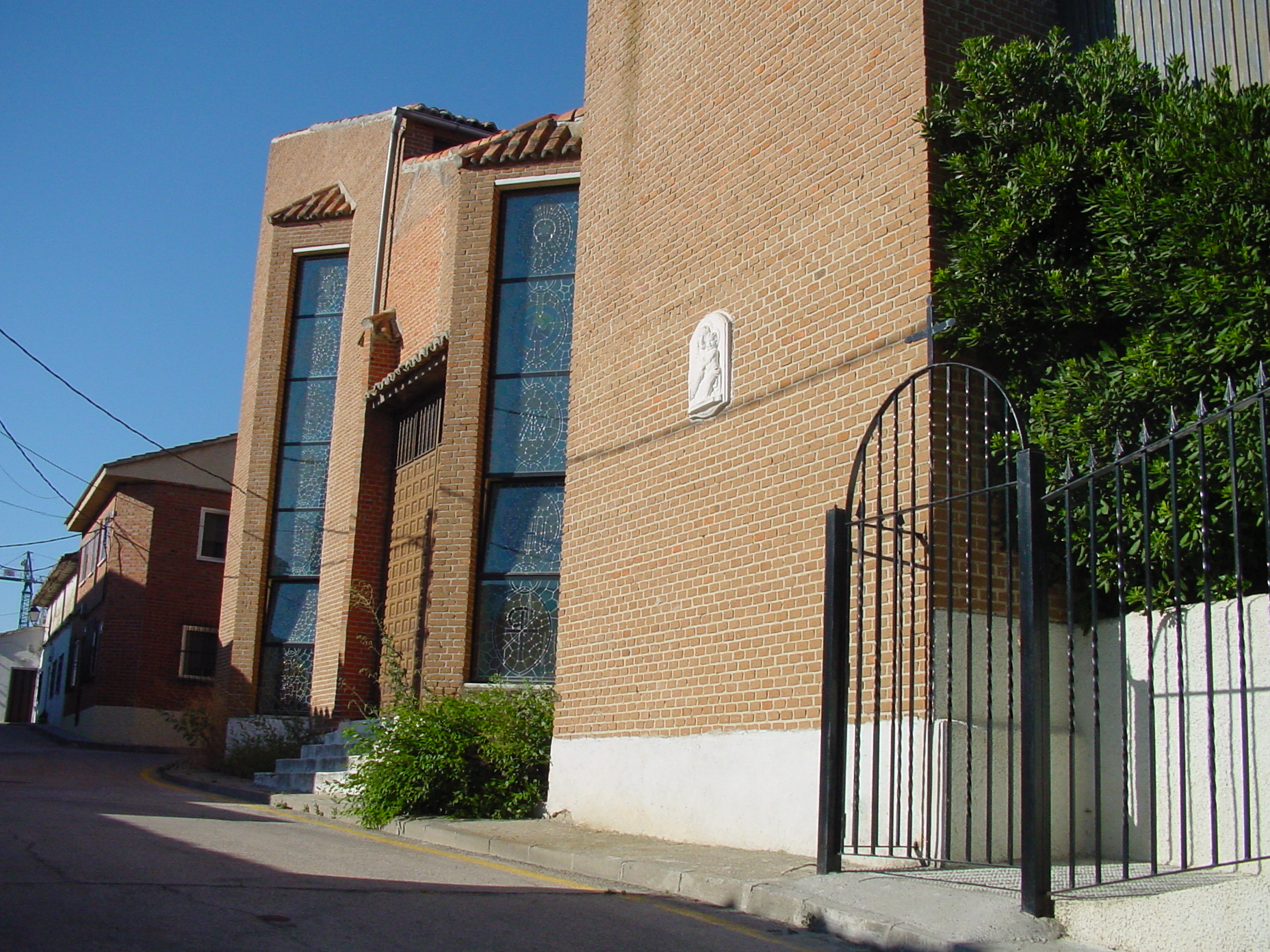
Nikolauskirche